# Chinese Man
Chinese Man ist ein französisches Hip-Hop-Trio mit Anleihen aus verschiedenen Musikrichtungen aus Marseille.

## Bandgeschichte
Die drei Musiker Zé Mateo, Sly und High Ku begannen ihre Karriere 2004 mit der Gründung eines eigenen Vinyl-Labels. Den Namen Chinese Man haben sie von einem Ausspruch aus dem Film Ocean’s Eleven, den sie auch schon gesampelt und für ihre Musik verwendet haben. Samples aus den verschiedensten Quellen und das Mischen unterschiedlichster Musikstile aus aller Welt sind auch das Markenzeichen des Trios. Über ihren Hintergrund ist nicht viel bekannt, außer dass sie ursprünglich aus Aix-en-Provence stammen und in Marseille beheimatet sind.
Ihre erste Veröffentlichung machten sie 2005 mit der auf 500 Exemplare limitierten EP The Pandi Groove. Gefolgt wurde sie im Jahr darauf von The Indi Groove und The Bunni Groove in doppelt so großer Auflage. Auf der dritten EP war auch das Stück I’ve Got That Tune enthalten. Durch seine Verwendung in einem Werbespot von Mercedes-Benz stieg die Bekanntheit der Band über die Landesgrenzen hinaus. Es folgte 2007 das erste Album The Groove Sessions Volume 1 mit den Aufnahmen aus den EPs und dem Bonustrack Chinese Man, von dem sie über 10.000 Exemplare verkauften. Im Jahr darauf veröffentlichte Sly, der Beatmaker der Gruppe, ein Instrumentalalbum mit dem Titel Small City Music und die vierte gemeinsame EP Hong Kong Dragon Speaking erschien.
Der Durchbruch kam 2009 mit Volume 2 der Groove Sessions. Das Album brachte sie erstmals in die französischen Charts auf Platz 75. Gefolgt wurde die Veröffentlichung von ihrer ersten großen Frankreichtournee. Zwei Jahre später erschien das Album Racing with the Sun (der Titel stammt von einem Sample des Songs von Ella Jenkins). Im April schafften sie es damit auf Platz 20 der französischen Charts. Auch eine Remixversion des Albums kam im Jahr darauf in die Charts. Das erste Live-Album von Chinese Man, aufgenommen im La Cigale in Paris, erschien 2013.
Bereits 2014 folgte die nächste EP Once Upon a Time und kurz darauf The Groove Sessions Vol. 3. Das Album wurde offiziell als Label-Veröffentlichung deklariert und enthielt auch mehrere Stücke anderer Labelmitglieder. Sie kamen damit nicht nur in Frankreich wieder in die Nähe der Top 20, sondern konnten sich erstmals auch in der Wallonie, dem französischsprachigen Teil Belgiens, in den Charts platzieren. 2015 folgte eine weitere EP mit dem Titel Sho-Bro und das Album The Journey. Darauf arbeiteten sie mit dem südafrikanischen MC Boitumelo Molekane alias Tumi zusammen, der schon bei Once Upon a Time zu Gast gewesen war. Beide Veröffentlichungen brachten ihnen weitere Chartplatzierungen.
Das sechste Studioalbum Shikantaza erschien am 3. Februar 2017. Der Titel ist ein Begriff aus dem Zen-Buddhismus und steht mit der sitzenden Meditation in Verbindung. Eine Reihe von Gastmusikern wirkte an dem Album mit, darunter die US-Rapper Dillon Cooper und R. A. the Rugged Man. Neben den französischen Charts, wo das Album Platz 18 erreichte, stieg es auch in die belgischen und erstmals auch in die schweizerischen Charts ein.

## Mitglieder
- Zé Mateo (eigentlich Matthieu di Stefano)[6]
- Sly (auch Sly Dee, eigentlich Sylvain Langlet)
- High Ku (eigentlich Jonathan Busson)

## Diskografie
Alben
- The Groove Sessions Vol. 1 (2007)
- The Groove Sessions Vol. 2 (2009)
- Racing with the Sun (2011)
- Remix with the Sun (2012)
- Live à la Cigale (2013)
- The Groove Sessions Vol. 3 (2014)
- The Journey (Tumi & Chinese Man, 2015)
- Shikantaza (2017)
- Live: Zénith Paris, La Villette (2018)
- The Groove Sessions Vol. 5 (mit der Scratch Bandits Crew & Baja Frequencia, 2020)
- We’ve Been Here Before (2024)

EPs
- The Pandi Groove (2005)
- The Indi Groove (2006)
- The Bunni Groove (2006)
- Hong Kong Dragon Speaking (2008)
- Miss Chang (2011)
- Once Upon a Time (2014)
- Sho-Bro (2015)